# Rawa Tungkop
Rawa Tungkop is een bestuurslaag in het regentschap Pidie van de provincie Atjeh, Indonesië. Rawa Tungkop telt 273 inwoners (volkstelling 2010).